# Smermisia vicosana
Smermisia vicosana là một loài nhện trong họ Linyphiidae.
Loài này thuộc chi Smermisia. Smermisia vicosana được miêu tả năm 1938 bởi Bishop & Crosby.